# Metallourg Magnitogorsk
Le Hockey Club Metallourg Magnitogorsk - en russe : Хоккейный клуб Металлург Магнитогорск et en anglais : Metallurg Magnitogorsk - est un club professionnel de hockey sur glace de Russie basé à Magnitogorsk et fondé en 1950.
Il évolue de 1992 à 2008 en Superliga et en KHL depuis 2018.

## Historique

Logo du club jusqu’en 2013.

### Succès national
Le Metallourg Magnitogorsk est triple Champion de Russie en 1999, 2001 et 2007 avant de remporter trois Coupe Gagarine (KHL) en 2014, 2016 et 2024.

### Succès européen
Le Metallourg Magnitogorsk remporte successivement deux Ligue européenne (EHL) en 1999 (2-1) face au HK Dinamo Moscou et en 2000 (2-0) face au HC Sparta Prague avant de remporter la Coupe d'Europe des clubs champions en 2008 (5-2) encore face au HC Sparta Prague.

## Palmarès
Compétitions nationales
- Championnat de Russie
  - 1999, 2001, 2007.
- Coupe Gagarine
  - 2014, 2016, 2024.
- Coupe de Russie
  - 1998, 1999, 2001, 2007.
- Coupe d'Ouverture
  - 2015, 2017.

- Stalnye Lissy (MHL)
  - Coupe Kharlamov :
    - 2010.

Compétitions internationales
- Ligue européenne
  - 1999, 2000.
- Coupe d'Europe des clubs champions
  - 2008.
- Coupe Spengler
  - 2005.
- Coupe Tampere
  - 2005, 2006, 2008.

## Saisons en KHL
Note: PJ : parties jouées, V : victoires, VP: victoires en prolongation, VF: victoires en fusillade, D : défaites, N : matchs nuls, DP : défaite en prolongation, DTF : défaite en fusillade, Pts : Points, BP : buts pour, BC : buts contre.
| Saison    | PJ | V  | VP | VTB | D  | DP | DTB | BP  | BC  | Pts | Classement | Séries éliminatoires |
| --------- | -- | -- | -- | --- | -- | -- | --- | --- | --- | --- | ---------- | --- |
| 2008-2009 | 56 | 25 | 2  | 11  | 15 | 1  | 2   | 174 | 148 | 104 | 6e/24      | Torpedo Nijni Novgorod 3-0 (huitième de finale) Atlant Mytichtchi 3-1 (Quart de finale) Lokomotiv Iaroslavl 4-1 (demi-finale)                                     |
| 2009-2010 | 56 | 34 | 2  | 4   | 15 | 0  | 1   | 167 | 111 | 115 | 3e/24      | Traktor Tcheliabinsk 3-1 (huitième-finale) Ak Bars Kazan 4-2 (quart de finale)                                                                                    |
| 2010-2011 | 54 | 25 | 1  | 5   | 14 | 4  | 3   | 167 | 141 | 100 | 5e/23      | Iougra Khanty-Mansiïsk 4-2 (huitième-finale) Avangard Omsk 4-3 (quart de finale) Salavat Ioulaïev Oufa 4-3 (demi-finale)                                          |
| 2011-2012 | 54 | 29 | 1  | 1   | 20 | 2  | 1   | 150 | 137 | 94  | 4e/24      | Barys Astana 4-3 (huitième-finale) Avangard Omsk 4-1 (quart de finale)                                                                                            |
| 2012-2013 | 52 | 27 | 0  | 0   | 13 | 5  | 7   | 167 | 121 | 93  | 7e/26      | Salavat Ioulaïev Oufa 4-3 (huitième-finale) |
| 2013-2014 | 54 | 30 | 3  | 2   | 11 | 2  | 6   | 166 | 113 | 108 | 2e/28      | Admiral Vladivostok 4-1 (huitième de finale) Sibir Novossibirsk 4-0 (quart de finale) Salavat Ioulaïev Oufa 4-1 (demi-finale) HC Lev Prague 4-3 (finale)          |
| 2014-2015 | 60 | 32 | 4  | 4   | 15 | 3  | 2   | 174 | 129 | 117 | 6e/28      | Salavat Ioulaïev Oufa 4-1 (huitième de finale) Sibir Novossibirsk 4-1 (quart de finale)                                                                           |
| 2015-2016 | 60 | 25 | 3  | 10  | 20 | 0  | 2   | 180 | 138 | 103 | 8e/28      | Avtomobilist Iekaterinbourg 4-2 (huitième de finale) Sibir Novossibirsk 4-1 (quart de finale) Salavat Ioulaïev Oufa 4-1 (demi-finale) HK CSKA Moscou 4-3 (finale) |
| 2016-2017 | 60 | 36 | 1  | 4   | 13 | 2  | 4   | 197 | 135 | 124 | 3e/29      | HC Red Star Kunlun 4-1 (huitième de finale) Barys 4-0 (quart de finale) Ak Bars Kazan 4-0 (demi-finale) SKA Saint-Pétersbourg 1-4 (finale)                        |
| 2017-2018 | 56 | 24 | 3  | 5   | 17 | 5  | 2   | 150 | 135 | 95  | 8e/27      | Avtomobilist Iekaterinbourg 4-2 (huitième de finale) Ak Bars Kazan 1-4 (quart de finale)                                                                          |
| 2018-2019 | 62 | 35 | 4  | 2   | 19 | 1  | 1   | 182 | 132 | 84  | 6e/25      | Salavat Ioulaïev Oufa 2-4 (huitième de finale) |
| 2019-2020 | 62 | 20 | 3  | 5   | 25 | 5  | 4   | 138 | 145 | 65  | 13e/24     | Barys 1-4 (huitième de finale) |
| 2020-2021 | 60 | 31 | 0  | 6   | 16 | 6  | 1   | 165 | 138 | 81  | 7e/23      | Barys 4-2 (huitième de finale) Avangard Omsk 2-4 (quart de finale)                                                                                                |
| 2021-2022 | 48 | 26 | 4  | 4   | 11 | 3  | 0   | 164 | 120 | 71  | 1e/24      | Barys 4-1 (huitième de finale) Avangard Omsk 4-3 (quart de finale) Traktor Tcheliabinsk 4-1 (demi-finale) HK CSKA Moscou 3-4 (finale)                             |
| 2022-2023 | 68 | 30 | 4  | 1   | 20 | 8  | 5   | 189 | 175 | 83  | 10e/22     | Avtomobilist Iekaterinbourg 4-3 (huitième de finale) Avangard Omsk 0-4 (quart de finale)                                                                          |
| 2023-2024 | 68 | 35 | 7  | 2   | 17 | 3  | 4   | 212 | 167 | 95  | 1e/23      | Amour Khabarovsk 4-2 (huitième de finale) HK Spartak Moscou 4-2 (quart de finale) Avtomobilist Iekaterinbourg 4-3 (demi-finale) Lokomotiv Iaroslavl 4-0 (finale)  |
| 2024-2025 | 68 | 30 | 7  | 6   | 21 | 2  | 2   | 197 | 154 | 90  | 4e/23      | Avangard Omsk 2-4 (huitième de finale) |